# (535994) 2015 BH519

(535994) 2015 BH519 est un objet transneptunien d'environ 220 km de diamètre.